# アメリカ陸軍感染症医学研究所
アメリカ陸軍感染症医学研究所あるいはアメリカ陸軍伝染病医学研究所は、アメリカ陸軍基地フォート・デトリック内に設けられた研究機関である。生物兵器の脅威から米軍兵士を守るため、様々な感染症と予防医学の研究を行っておりバイオセーフティレベル4の実験室も備える。
2001年9月18日と10月9日に起きたアメリカ炭疽菌事件について、当研究所研究員ブルース・イビンズの単独犯行によるものであったと、彼の死後8日目にあたる2008年8月6日に連邦捜査局（FBI）が宣言している。
近年、京都府立大学大学院教授塚本康浩らのグループと共同で、中東呼吸器症候群感染予防を期してMERSコロナウイルスに強く結合する抗体を大量精製する研究をおこなっている。
1995年の映画『アウトブレイク』や2016年の映画『バットマン vs スーパーマン ジャスティスの誕生』に当研究所が登場している。